# Knjiga nebeške krave
Knjiga nebeške krave je staroegipčansko besedilo, ki naj bi bilo napisano v amarnskem obdobju in opisuje nepopolno stanje sveta, delno kot posledico upora človeštva proti najvišjemu bogu sonca Raju. Božja kazen je bila izrečena preko boginje Hator, preživeli ljudje pa so trpeli zaradi ločitve od Raja, ki je zdaj prebival na nebu na hrbtu nebeške krave Nut.
Po ločitvi sta na svet prišla trpljenje in smrt in zlom izvirne enotnosti stvaritve. Najvišji bog se je spremenil v mnoga nebesna telesa, ustvaril »rajska polja« za blagoslovljene mrtve, morda imenoval Geba za svojega dediča, predal vladavino človeštva Ozirisu (na nočnem nebu je kot njegov namestnik vladal Tot), boginjo neba Nut pa so podpirali Šu in bogovi Hehi.
Čeprav je bilo besedilo napisano v obdobju Novega kraljestva v srednji egipčanščini, je morda nastalo že v obdobju Srednjega kraljestva.

## Opis
Knjiga nebeške krave je napisana na stenah grobnic Setija I., Ramzesa II.,  Ramzesa III.,  Ramzesa VI. in Tutankamona.
Prvič je bila odkrita v najbolj oddaljenem pozlačenem svetišču faraona Tutankamona, vendar je bilo besedilo nepopolno. Kasneje so bile v grobnicah Setija I., Ramzesa II. in Ramzesa III. odkrite tri popolne različice starodavnega besedila. Vse so bile napisane v pomožni sobi prostora s sarkofagom, ki je bila zasnovana izključno za Knjigo nebeške krave.
Grobnica Ramzesa VI.  ni imela pomožne sobe. V njej je bil krajši zapis Knjige nebeške krave, napisan na papirusu, ki je zdaj v Torinu.

## Izvor
Knjiga morda izvira iz mita o zori iz Piramidnih besedil, v Novem kraljestvu pa se je razvila ideja, ki je smrt in trpljenje ljudi razlagala z nepopolno stvaritvijo sveta. Na besedilo se gleda  kot na obliko teodiceje in magično besedilo, ki zagotavlja kraljev vzpon v nebesa. Obravnava se tudi kot besedilo, tematsko podobno bolj razvitim poročilom o uničenju človeštva v mezopotamskih in svetopisemskih zgodbah o potopu. Knjigo je morda navdihnila vladavina faraona Ehnatona, ki je poskušal prekiniti obstoječe verske običaje.

## Vsebina
Besedilo Knjige nebeške krave deli na polovico slika nebeške krave in njenih podpornikov.  V besedilu samem ni jasnih prelomov, egiptologi pa so ga po natančnem preučevanju kljub temu ohlapno razdelili na štiri dele. Prvi del opisuje uničenje človeštva, v katerem človeštvo načrtuje zaroto proti bogu sonca Raju. Ra po posvetu z drugimi bogovi izbere boginjo Hator, da deluje kot nasilno Rajevo oko. Človeštvu je izrekla božansko kazen, tako da je pobila upornike in na svet prinesla smrt. Ra je preživele ljudi rešil tako, da je prelisičil Hator. Nalil ji je rdeče pobarvano pivo, podobno krvi, boginja pa ga je spila in se opila. Zadnji del besedila obravnava Rajev vzpon na nebo, ustvarjanje podzemnega sveta in teologijo, ki obdaja ba (dušo). 
Besedilo je napisano v 330 verzih. Polovica vezov je zapisana pred sliko krave, druga polovica pa za njo. Jezik, ki kaže na poznoegipčanske vplive, je med egiptologi razširil prepričanje, da je bila knjiga napisana v amarnskem obdobju.